# Nadaswaram

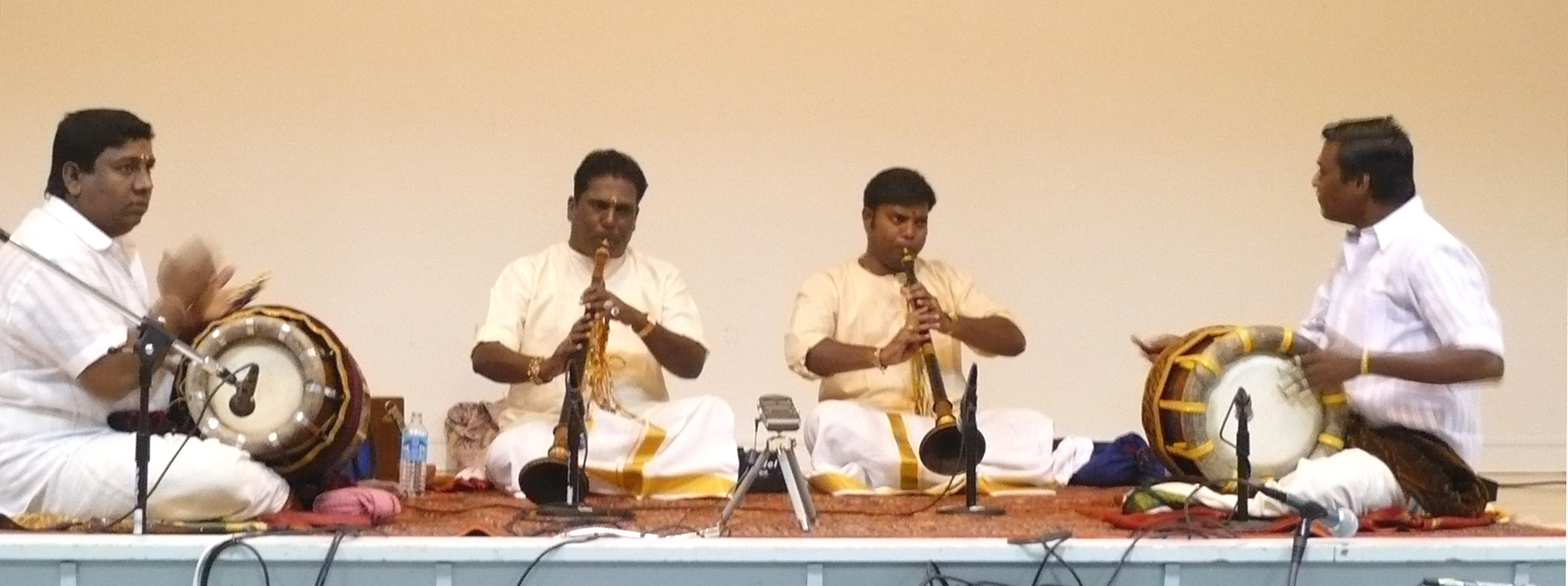
Zespół grający na nadaswaram

Nadaswaram (tamil. நாதஸ்வரம்) – południowoindyjski instrument dęty, przypominający obój. Podobny do shehnai, używanego na północy Indii, jest nieco szerszy. Jest on wykorzystywany w hinduskiej muzyce klasycznej. Uważany za jeden z tzw. mangala vaidya, czyli instrumentów przyciągających pomyślność. Z tego względu często jest używany z okazji ceremonii weselnych. Zazwyczaj nadaswaram występują parami, z akompaniamentem podobnego doń ottu oraz bębna thavil.